# 恋するパイロット
『恋するパイロット』（こいするパイロット、原題：衝上雲霄）は、2003年10月27日より12月20日まで香港のTVBで毎回45分全40話が放送され、大ヒットした連続テレビドラマ。
航空会社「ソーラーエアウェイズ」に勤務するパイロットの愛と友情を描く物語。香港のドラマとして初めて航空業界を舞台にしており、キャセイパシフィック航空と香港空港の全面協力のもと制作された。撮影は日本やイタリア、オーストラリアのアデレードにあるパラフィールド空港など海外の多くの地で行われた。
日本ではBS-TBSにて2008年10月10日より2009年5月3日まで放送された。
2013年に続編のテレビドラマ（原題：衝上雲霄II（中国語版） 全43話）が放映され、さらに2015年には同タイトル（中国語版） で映画化もされた（日本未公開）。

## 登場人物
サミュエル
演 - フランシス・ン
「ソーラーエアウェイズ」のパイロット。親友のビンセントと一緒に成長していった。
イザベル
演 - フローラ・チャン
「ソーラーエアウェイズ」の客室乗務員。サミュエルとローマで会い、恋が始まった。
ビンセント
演 - ジョー・マ
サミュエルの親友で、同じく「ソーラーエアウェイズ」のパイロット。
ゾーイ
演 - ミョーリー・ウー
元気のある、真純な性格。
イサック・トン
演 - ロン・ン
サミュエルの弟。
ジタ・ツン
演 - ミシェル・イェ
女性パイロット。
その他のキャスト
吳卓羲、陳鍵鋒、黃宗澤、ケネス・マー、林曉峯、蘇玉華、石修、韓馬利、胡定欣、鍾麗淇、郭政鴻、盧宛茵、蔡國慶、蘇恩磁、陳榮峻、羅冠蘭、陳韻文、劉江、河國榮、黃紀瑩、姚瑩瑩、陳秀珠、邵卓堯、康華、イーソン・チャン、駱應鈞、李國麟 他。

## スタッフ
- 監督：潘嘉徳[1]
- 脚本： 欧冠瑛、梁敏华[1]